# Mikael Gayme
Mikael Christopher Gayme Anguita (* 22. Oktober 1979 in Caracas, Venezuela) ist ein chilenischer Skirennläufer.

## Karriere
Gayme wurde als Sohn eines französischen Vaters und einer chilenischen Mutter geboren. Das Skifahren erlernte er gemeinsam mit seinem jüngeren Bruder Maui Gayme in Andorra, wo ihre Mutter als Skilehrerin arbeitete. Später zog die Familie nach La Parva, wo die Mutter eine eigene Skischule eröffnete.
Sein internationales Renndebüt feierte er am 5. August 1994 in Bariloche bei den argentinischen Meisterschaften im Slalom, wobei er bereits im ersten Durchgang ausschied. Anderthalb Jahre später nahm er an seinem ersten internationalen Großereignis, den Juniorenweltmeisterschaften 1996 in Hoch-Ybrig teil. Dort erreichte er als beste Platzierung den 53. Rang im Slalom.
Ein Jahr später sollte Gayme erstmals an Alpinen Skiweltmeisterschaften teilnehmen. Bei den Wettkämpfen in Sestriere war er zwar für den Riesenslalom gemeldet, trat schlussendlich jedoch nicht zum Rennen an.
In den darauffolgenden Jahren startete Gayme bis auf wenige Ausnahmen hauptsächlich bei FIS-Rennen sowie im South American Cup.
2002 nahm er erstmals an Olympischen Winterspielen teil. Bei den Wettkämpfen in Salt Lake City erreichte er als beste Platzierung den 50. Rang in der Abfahrt. Zu Beginn des Winters 2002/03 wurde er erstmals chilenischer Meister im Riesenslalom. 
Seine größten Erfolge feierte Gayme in den darauffolgenden Jahren im South American Cup, wobei ihm drei Podiumsplatzierungen gelangen. 
Gayme beendete seine Karriere nach den Olympischen Winterspielen 2006 in Turin. Zuvor erreichte er noch mit dem 41. Platz in der Abfahrt sein bestes Ergebnis bei einem internationalen Großereignis. 

## Erfolge

### Olympische Winterspiele
- Salt Lake City 2002: 50. Abfahrt, DNF Super-G
- Turin 2006: 41. Abfahrt, 54. Super-G

### Weltmeisterschaften
- Sestriere 1997: DNS Riesenslalom
- St. Moritz 2003: DSQ Super-G, DNS Riesenslalom
- Bormio 2005: 55. Super-G

### Juniorenweltmeisterschaften
- Hoch-Ybrig 1996: 53. Slalom, 58. Riesenslalom, 60. Abfahrt, DNF Super-G
- Haute-Savoie 1998: 98. Riesenslalom, DNF Abfahrt, DNF Super-G, DNF Slalom

### Universiade
- Poprad 1999: 41. Abfahrt, 57. Super-G, DNS Riesenslalom
- Tarvis 2003: 30. Abfahrt, 33. Super-G

### Weitere Erfolge
- Chilenischer Meister im Riesenslalom (2002, 2004)